# 파이어 (인스턴트 메신저)
파이어(Fire)는 인터넷 릴레이 챗(IRC), XMPP, AOL 인스턴트 메신저(AIM), ICQ, 마이크로소프트, 야후!, 봉주르에 접속할 수 있는 맥 OS X(과거에는 오픈스텝)용의 인스턴트 메신저 클라이언트이다. 모든 서비스는 GPL 기반 라이브러리들로 개발되며 여기에는 firetalk, libfaim, libmsn, XMPP, libyahoo2가 포함된다. 파이어는 OS X v10.1 이상을 지원한다.
파이어의 최신 버전은 1.5.6이다. 이 프로그램은 GNU 일반 공중 사용 허가서로 배포된다.